# ルリボシヤンマ
ルリボシヤンマ（瑠璃星蜻蜒、学名 Aeshna juncea juncea）はヤンマ科のトンボの一種。

## 分布
ユーラシア大陸と北アメリカに分布する。日本では、北海道、本州、四国に分布し、西南日本では局地的に分布する。寒冷な気候を好み、高標高地の池や湿地に多く生息し、温暖な平地では少なくなる。氷期の後に高地に取り残されて分布していると考えられている。

## 形態
大型のヤンマで成虫は体長75-85 mmほど。近縁のオオルリボシヤンマは本種よりやや大型であり、本種の方がやや細身で地色の茶色味が強く、胸部の模様と腹部斑紋の形状が若干異なる。

## 生態
成虫は7月中旬頃から羽化し、10月下旬頃まで見られる。羽化間もない個体は体全体が灰褐色であるが、成熟すると複眼は青緑色に、胸部の模様と腹部斑紋は黄色に変化し、雄では斑紋の一部が水色になる。斑紋の色彩には地理的変異があり、寒冷地ではオオルリボシヤンマのように斑紋の大半が水色や緑色になる個体も現れる。昼行性であり、黄昏飛翔をすることはあまりない。
産卵は湿地や小規模な浅い池沼で、雌が単独で行う植物組織内または湿土への産卵である。幼虫は成長が遅く、成虫になるまで2-4年を要する。
|            |                  |              |
| 産卵する雌 | 夜叉ヶ池に留まる | 羽化直後の雄 |

## 種の保全状況評価
日本の各都道府県で、以下のレッドリストの指定を受けている。環境省としてのレッドリストの指定はない。
- 絶滅寸前（絶滅危惧IA類・CR） - 和歌山県、高知県
- 絶滅危惧種（絶滅危惧IB類・EN） - 三重県
- 危急種（絶滅危惧II類・VU） - 東京都、大阪府、奈良県
- 準絶滅危惧（NT） - 北海道、埼玉県、京都府、兵庫県、鳥取県、島根県、山口県[1]、徳島県

## 近縁種
- オオルリボシヤンマ - （大瑠璃星蜻蜒、学名 Aeshna crenata Hagen, 1856） - 北方系の大型のトンボで、体長は最大90mmを超え、オオギンヤンマと並び、日本本土産ヤンマ類の中では最大級となる。ルリボシヤンマよりもさらに体色の青色が濃い。和歌山県など多数の都道府県でレッドリストの指定を受けている[5]。
- マダラヤンマ - (斑蜻蜒、学名　Aeshna mixta　Asahina, 1988) - ルリボシヤンマ類の中では最小種で、体長は73mmほど。北海道、東北、上越、関東北部、北陸地方に生息。体色は胴体部がやや緑がかっている。
- イイジマルリボシヤンマ - （飯島瑠璃星蜻蜒、学名 Aeshna subarctica Walker, 1908） - ルリボシヤンマ、オオルリボシヤンマよりも小型で体色の青みが更に強いが、体長は80mmに達しない。北海道東部の釧路湿原付近に分布し、準絶滅危惧種の指定を受けている[5]。